# 부왕
부왕(副王, 영어: Viceroy)은 군주에게 봉사하며 군주를 대리하거나 군주의 이름으로 한 나라 또는 고을을 다스리는 직책으로, 총독의 일종이다. 이 용어는 “-을 대리하여”라는 뜻을 가진 라틴어 접두어 “vice-”와 군주를 뜻하는 프랑스어 “roi”에서 파생하였다. 그가 다스리는 고을 또는 영토를 부왕령(Viceroyalty)이라 불렀다. 참고로 여자 부왕은 vicereine이며, 부왕과 동등한 지위(드물게 이것은 군대 최고 사령부를 포함하여)를 갖는다. 또한 Vicereine은 부왕의 아내(부왕비)를 가리키기도 한다.

## 같이 보기
- 총독
- 누에바에스파냐 부왕령